# قدرت‌الله شریفی ترکی

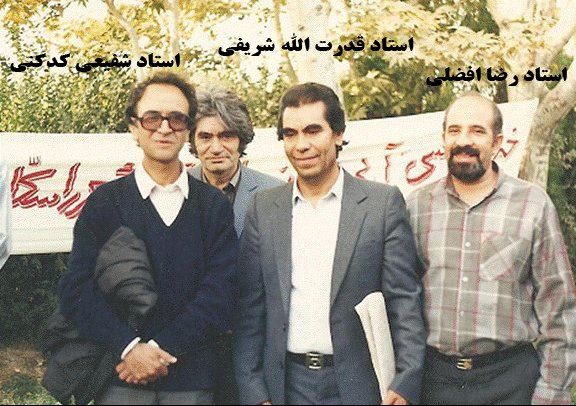
استادان رضا افضلی ، قدرت الله شریفی و شفیعی کدکنی

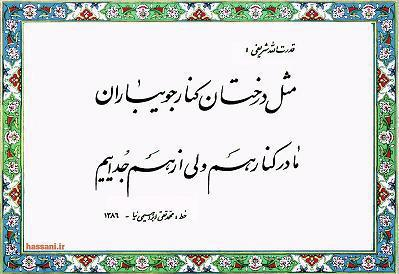
شعر جویباران به خط استاد ابراهیمی نیا

قدرت الله شریفی ترکی (زاده ۱۳۱۴ - درگذشته ۱۹ دی ۱۳۹۴) از شاعران به نام کشورمان و از بزرگان شعر و ادب شهر شیروان می‌باشد.

## زندگینامه
در سن یازده سالگی پس از فوت مادرش مشق شعر می کرد.
او که متولد سال ۱۳۱۴ شمسی است در سال پنجم ابتدایی مدرسه انوشیروان انشاهایش را موزون می نوشت. 
او براستی شاعر است و انسانی ناب.
شک نکنید اگر زمانه ناگوار با او یار می بود و گوش های عزیز او بر اثر بیماری دچار ناشنوایی نمی شد امروز نام او در ردیف شاعرانی چون فریدون مشیری، م. آزاد و ... برده می شد چرا که به استناد تاریخ مطبوعات، کمتر مجله ای در سالهای قبل از انقلاب را میافتی که در کنار شعر مشیری، آزاد، نادر نادرپور و ... شعر او را نبینی و نخوانی.
اشعار استاد شریفی از سال ۱۳۳۸ در مطبوعات و بیش از ۳۰ نشریه قدیم و جدید به طور مرتب چاپ شده است.
وی بارها مورد تجلیل مراکز فرهنگی و دانشگاهی و جشنواره ها قرار گرفته است.
مدت ۳۰ سال است که پدر انجمن ادبی اندیشه و شریف در شیروان بوده و هست و شاگردان موفق و صاحب نام و کتاب را به جامعه فرهنگی ایران تقدیم کرده است. از شاگردان او میتوان به هیوا مسیح شاعر سر شناس کشور اشاره کرد.
اشعار او در بیش از ۱۰ کتاب مجموعه شعر طی سالهای ۱۳۴۷ تا ۱۳۸۲ در کنار شعر شاعران دیگر منتشر شده است و در برخی محافل ادبی خوانده میشود حتی بی حضور استاد.  
گزیده ی اشعار از بین انبوه سروده های استاد در قالب های نو، غزل و رباعی در سه جلد کتاب به نام های عطش سبز شدن (سال ۱۳۷۵) و عطری به رنگ سرخ گل ناز (سال ۱۳۸۷) و باید به گل مجال تنفس داد (سال ۱۳۸۷) تقدیم به جامعه شعر و ادب ایران شده است.

در مسیر نسیمت
| ما بی تو دل به لذَت یاد تو بسته ایم |  | از هر چه جز خیــال عزیزت گسسته ایم |
| شمعیم و کاهش تنــمان از شرار عشــق |  | چون شعـله در مسیـر نسیمت نشسته ایم |
| شــب ها زشوق خلـوت بـزم خیـال تـو  |  | تا بامــداد از غـم ایـام رستـه ایم |
| از ما مگیــر پر تو مهر منیــر خود  |  | ما بی تو دلفسـرده و دل شکستــه ایم |
| خود خستـه جان و از مدد شعر دلفروز  |  | آرامـش هــزار دل و جــان خستـه ایم |

## درگذشت
قدرت الله شریفی در شامگاه ۱۹ دی ۱۳۹۴ شمسی درگذشت.

## منبع
- http://bama.resaco.ir/?partid=2890